# منصة هبوط طافية
منصة الهبوط الطافية (بالإنجليزية: Floating landing platform)‏، هي هيكل بحري طاف يستخدم في عمليات هبوط المعززات الصاروخية الخاصة بمركبات الإطلاق.
استجدت هذه الظاهرة بعد عام 2013، إذ كانت جميع المراحل الصاروخية الخاصة بمركبات الإطلاق المدارية الأولى مستهلكةً، فكانت هذه المراحل المعززة تعود عبر الغلاف الجوي لترتطم بسطح الأرض أو الماء، ما يُحدث بعض الآثار التدميرية بها. ومنذ ذلك الوقت، بدأت شركتان في العمل على تطوير تقنيات خاصة بمركبات الإطلاق تجعلها قابلة لإعادة الاستخدام مع الاعتماد، أو التخطيط للاعتماد، على منصات هبوط طافية.

## تاريخ
بدأت شركة سبيس إكس في تطوير التقنيات القابلة لإعادة الاستخدام في أوائل العقد 2010، بعد فشل محاولات هبوط المراحل المعززة للصواريخ المدارية باستخدام المظلات في أواخر العقد 2000. وتبعتها شركة بلو أوريجين، في منتصف العقد 2010، إذ عزمت على الهبوط بالمعززات الصاروخية الخاصة بإحدى مركبات الإطلاق الضخمة على متن سفينة متحركة.

### المنصات الطافية الثابتة
تعاقدت شركة سبيس إكس مع حوض سفن ولاية لويزيانا خلال العقد 2010 لبناء منصة هبوط طافية لمركبات الإطلاق المدارية القابلة لإعادة الاستخدام. احتوت المنصة على مسطح للهبوط بأبعاد 90 × 50 متر وكانت مُجهزة بنظام تموضع ديناميكي دقيق باستخدام محركات ديزل سمتية ما يجعلها قادرةً على تثبيت موضعها لهبوط مركبات الإطلاق على متنها. نُشرت هذه المنصة لأول مرة في يناير عام 2015 عندما حاولت شركة سبيس إكس إجراء عملية طيران اختباري للهبوط بالتحكم عن بعد، وذلك للهبوط بالمرحلة الأولى من الصاروخ فالكون 9 الرحلة 14 على مسطح صلب عقب إطلاقه لرفع إحدى الحمولات المُتعاقَد عليها إلى مدار حول الأرض. تستخدم المنصة المعلومات الملاحية المعتمدة على نظام التموضع العالمي (GPS) للإبحار وتثبيت موقعها بشكل دقيق. يبلغ امتداد أرجل الهبوط الخاصة بالصاروخ 18 مترًا، ولن يتحتم على هذا الصاروخ أن يهبط على متن بارجة بعرض 52 مترًا فحسب، بل سيحتاج أيضًا أن يتعامل مع موجات المحيط ومع الأخطاء الخاصة بنظام التموضع العالمي. عرض إيلون ماسك المدير التنفيذي لشركة سبيس إكس صورةً للسفينة الجديدة «سفينة الميناء الفضائي الآلية الذاتية» لأول مرة في نوفمبر عام 2014. صُممت السفينة لتحافظ على موضعها في نطاق ثلاثة أمتار، حتى في الظروف العاصفة.
تمكنت المرحلة الأولى للصاروخ الذي أطلق المركبة الفضائية دراغون سي آر إس-8 من الهبوط بنجاح، يوم 8 أبريل عام 2016، على متن سفينة آلية تسمى «بالتأكيد ما زلت أحبك»، وهي أول محاولة هبوط ناجحة للمعززات الصاروخية على متن منصة طافية. امتلكت شركة سبيس إكس سفينتين آليتين عاملتين مع وجود سفينة ثالثة قيد التصنيع، وذلك في أوائل عام 2018. وفي سبتمبر عام 2018، أصبحت عمليات الهبوط على المنصات البحرية أمرًا عاديًا بالنسبة لمركبات الإطلاق الخاصة بشركة سبيس إكس، مع أكثر من 23 محاولة و17 عملية استرداد ناجحة.

### سفن منصات الهبوط المتحركة
أعلنت شركة بلو أوريجين، عام 2018، عن نيتها لجعل معززات المرحلة الأولى من الصاروخ نيو غلين قابلة لإعادة الاستخدام، على أن تُسترَد هذه المعززات المطلقة في المحيط الأطلسي بعيدًا عن موقع إطلاقها بولاية فلوريدا، وذلك على متن سفينة مستقرة متحركة، تعمل بصفتها منصة هبوطة طافية ومتحركة. وخطط لهذه السفينة المستقرة من الناحية الهيدروديناميكية أن تزيد من إمكانية استرداد المعززات القابلة لإعادة الاستخدام بنجاح في البحار الهائجة. ومن المتوقع أن تنفذ شركة بلو أوريجين أول عملية استرداد بعد إطلاق مداري حول عام 2020.
كُشف عن هذه السفينة في أكتوبر عام 2018 على أنها سفينة الشركة السابقة ستينا فرايتر، التي شُيدت في عام 2004 لتكون سفينة دحرجة لنقل البضائع. وبدأت إعادة تجهيز هذه السفينة بمدينة بينساكولا في ولاية فلوريدا منذ أواخر عام 2018.